# Çamlı, Akşehir
Çamlı là một xã thuộc huyện Akşehir, tỉnh Konya, Thổ Nhĩ Kỳ. Dân số thời điểm năm 2011 là 1.082 người.